# Tipula antichasia
Tipula antichasia är en tvåvingeart som beskrevs av Günther Theischinger 1979. Tipula antichasia ingår i släktet Tipula och familjen storharkrankar. Inga underarter finns listade i Catalogue of Life.